# Réserve naturelle forestière de Waldkugel
 (janvier 2018).
La réserve naturelle forestière de Waldkugel est une zone forestière désignée en 2002 comme aire protégée dans le sud-est de Wurtzbourg en Allemagne.

## Géographie
La réserve naturelle est une forêt de hêtres typique du plateau franconien. Elle se situe entre Würzburg-Heidingsfeld et Reichenberg, comprend des parties de la forêt de la ville de Würzburg et de la forêt domaniale de la commune de Reichenberg. Le nom de Waldkugel pour la réserve vient du nom historique du plus grand domaine forestier de la réserve naturelle.
La superficie de 74,7 ha n'est plus utilisée pour la foresterie depuis 1999. L'objectif est le développement de la forêt la plus naturelle et la protection de la biodiversité existante.